# Karl Schmidtchen

Gesamtvorstand des ZdK 1903, v. l. Karl Schmidtchen, Konrad Barth, Max Radestock (Vorsitzender), Heinrich Kaufmann (Sekretär)

Karl Schmidtchen, auch Carl Schmidtchen (* 26. November 1858 in Oberzug bei Freiberg, Sachsen; † 15. November 1923), war ein deutscher Bergmann, Konsumgenossenschafter und Mitglied des ersten Vorstands des 1903 gegründeten Zentralverbandes deutscher Konsumvereine (ZdK).

## Konsumgenossenschafter
Karl Schmidtchen war von Beruf Bergmann. Er wurde Geschäftsführer des Konsumvereins zu Potschappel. Dann wurde er in den Konsumverein für Harburg-Wilhelmsburg und Umgegend berufen und übernahm später die Geschäftsführung dieser Konsumgenossenschaft. In der Adressenliste von 1900 Adressen der Vorsitzenden der örtlichen Gewerkschaftskartelle und Vertrauensleute der Gewerkschaften wird er aufgeführt mit Wohnung in Harburg an der Elbe, Lindenstr. 10, 1 Et.
1904 wurde er Geschäftsführer des Konsumvereins Magdeburg-Neustadt. 1909 wurde er Sekretär des Verbandes der Konsumgenossenschaften Rheinland-Westfalen.
Seit 1903 war er Vorstandsmitglied des neu gegründeten Zentralverbands deutscher Konsumvereine und der Verlagsanstalt des Zentralverbandes deutscher Konsumgenossenschaften von Heinrich Kaufmann und Co. Der Vorstand ernannte ihn zu seinem Schriftführer. 1908 schied er aus dem Vorstand des ZdK und der Verlagsgesellschaft aus.
1919 trat er aus dem Sekretariat des Rheinland-Westfälischen Verbandes aus.

## Düsseldorfer Oberbürgermeister
Bei den Unruhen im Januar 1919, die auch nach Düsseldorf übergriffen, wurde der Düsseldorfer Oberbürgermeister Adalbert Oehler am 10. Januar durch den Vollzugsausschuss des Arbeiterrats vertrieben und Karl Schmidtchen als Oberbürgermeister eingesetzt. Als am 28. Februar Regierungstruppen einmarschierten, hatten sich die Führer der Spartakisten, unter ihnen auch Karl Schmidtchen, abgesetzt.